# Ocupación castellana de Londres
El ejército castellano de Juan I de Castilla ocupó Londres en verano de 1380 durante las invasiones castellanas de Inglaterra, concretamente en la cuarta y última invasión de la Corona de Castilla a Gran Bretaña. Durante la ocupación de la ciudad, esta fue devastada por constantes incendios y el almirante castellano Fernando Sánchez de Tovar ordenó un saqueo sistemático de toda la ciudad y las poblaciones del alrededor.

## Contexto
Enrique II se coronó como rey de Castilla tras vencer a su hermanastro en la primera guerra civil castellana. El nuevo rey trastámara, tuvo la iniciativa de comenzar una serie de ataques e incursiones navales a Inglaterra, este, efectuó tres de las cuatro invasiones que se llevaron a cabo. Durante sus ataques, las localidades de Dartmouth, Folkestone, Hastings, Lewes, Plymouth, Poole, Portsmouth, Rottingdean, Rye, Southampton, Wight y Winchelsea resultaron saqueadas y muchas fueron quemadas. En 1379 Enrique II muere y deja su trono a su hijo Juan I de Castilla, el cual continuó la labor de su padre dándole al Reino de Inglaterra un último castigo.

## Ocupación de la ciudad
La invasión a Londres comenzó a inicios de verano de 1380 y en el mismo año, la ciudad entera cayó bajo el yugo castellano. Una flota combinada hispano-francesa de 20 galeras bajo el mando de Fernando Sánchez de Tovar, mismo almirante que dirigió las demás invasiones, partieron desde Sevilla para lanzar una incursión a la capital inglesa.
La flota surcó el río Támesis entero hasta llegar a la capital, arrasando con otras localidades de Kent y Gravesend. Una vez la flota llegó a la ciudad, los soldados castellanos desembarcaron sobre la capital inglesa y bajo la orden del almirante a cargo de la embarcación, saquearon toda la ciudad y quemaron la misma. El condestable Íñigo González de Velasco también participó en esta invasión.
Durante esta invasión, las islas de Jersey y Guernsey fueron también saqueadas por la flota conjunta antes de llegar al Támesis.